# Kanalbrücke Le Guétin

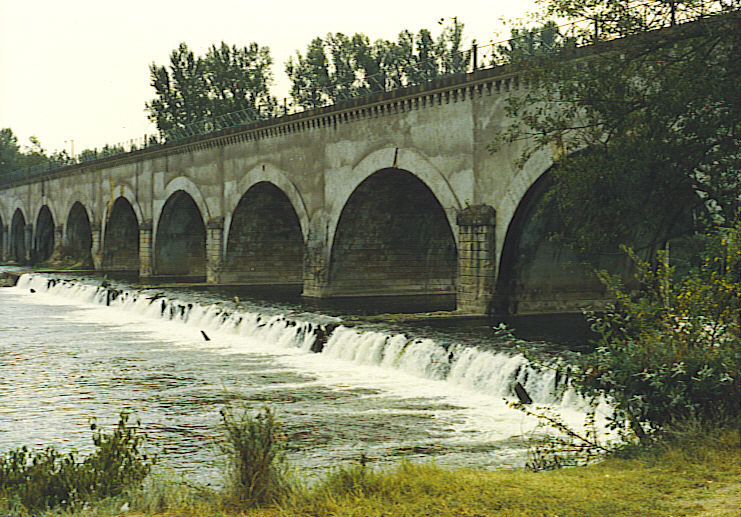
Kanalbrücke Le Guétin

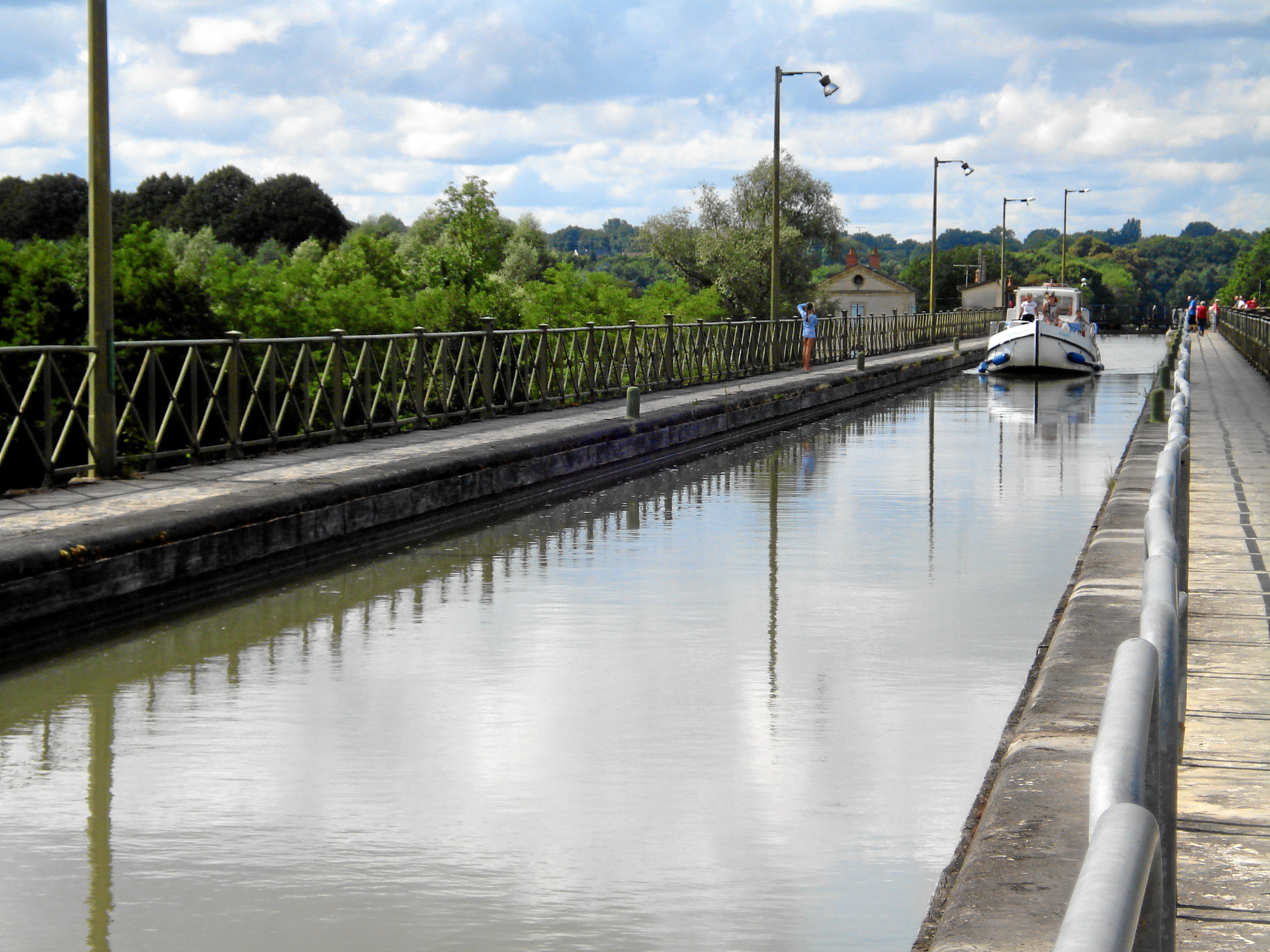
Zwei Treidelpfade säumen den Trog

Die Kanalbrücke Le Guétin (fr: Pont-canal du Guétin) ist eine Trogbrücke beim zur französischen Gemeinde Cuffy gehörenden Ort Le Guétin im Département Cher in der Region Centre-Val de Loire. Auf ihr quert der Canal latéral à la Loire den tiefer gelegenen Fluss Allier.

## Geschichte
Da die obere Loire wegen ihres unregelmäßigen Wasserstands für den Schiffsverkehr nicht unproblematisch war, wurde zwischen 1827 und 1838 ein parallel zum Fluss verlaufender Seitenkanal gebaut. Der Canal latéral à la Loire stellt zugleich das Bindeglied zwischen dem Canal de Briare und dem Canal du Centre dar. Über vier aufeinanderfolgende Kanäle können Binnenschiffe vom Ärmelkanal über Paris und Lyon bis zum Mittelmeer fahren.
Unter der Leitung von Jean Joseph Pierre Vigoureux schuf der Ingenieur Adolphe Jullien ab 1834 bei Le Guétin eine der ersten großen Kanalbrücken Frankreichs. Sie wurde 1838 zeitgleich mit der Eröffnung des Kanals für den Schiffsverkehr freigegeben. Von 1880 bis 1890 wurde sie zur Anpassung an die Maße von Schiffen der Freycinet-Klasse durch Léonce-Abel Mazoyer überarbeitet, wobei durch die Erhöhung der Trogwände die Wassertiefe von 1,60 m auf 2,20 m vergrößert wurde.

## Beschreibung
Die 343 m lange und 9,33 m breite Brücke wurde aus behauenem Stein aus Apremont-sur-Allier errichtet, ihre 18 Bögen weisen am Fuß jeweils eine lichte Weite von 16 m auf. In der Ausführung entspricht sie weitgehend der zeitgleich errichteten Kanalbrücke Digoin.
Der Trog wird beiderseits von einem Treidelpfad gesäumt. Unmittelbar nordwestlich der Brücke schließen die Schleusen Nr. 21 und 22 an, die beim Umbau durch Mazoyer eine Schleusentreppe mit drei Kammern ersetzten. Mit ihnen wird ein Höhenunterschied von 9,50 m bewältigt.